# Карвінг

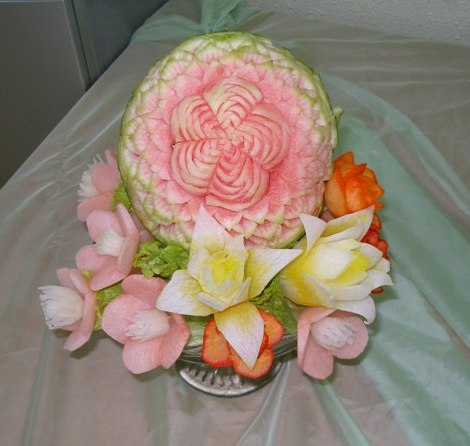
Тайський карвінг — мистецтво вирізання з овочів і фруктів.

Ка́рвінг (англ. vegetable carving від to carve — «різати, вирізати») — мистецтво художнього різьблення по овочах і фруктах, що зародилось багато років тому на Сході, й за тисячі років стало частиною національних традицій. Майстри карвінга передавали свої знання у спадок.

## Історія карвінгу
Мистецтво фігурного різьблення по фруктах і овочах зародилося в Таїланді. Згідно з переказами, в 1364 році молода дівчина прикрасила вирізаними з фруктів і овочів квітами плавучу лампу для Королівського фестивалю. Король високо оцінив її творчість і проголосив фігурне різання по фруктах і овочах культурною спадщиною Таїланду, яким зобов'язана володіти кожна жінка. За тисячі років воно поширилося по всьому Далекому Сходу та, передаючись із покоління в покоління, стало частиною національних традицій багатьох країн.
У різних східних країнах карвінг з овочів ґрунтується на різних технічних прийомах. Приміром, дуже схожі китайська і японська техніки, які використовують зображення тварин, людей та ієрогліфів. Переважають малюнки з драконами, бойовими сценами і вітальні написи. Майстри творять свої шедеври за допомогою різноманітних трафаретів, формочок і виїмок.
Тайські ж майстри сотні років вирізають з фруктів і овочів квіткові композиції. І це не дивно, адже в державній символіці Таїланду повсюдно присутня орхідеї та інші квіти. Майстри виконують свої прикраси, використовуючи переважно тайський ніж (маленький ніж з вигнутим лезом і опущеним вістрям) і різноманітні різці. Робота ця довга і копітка, тому й вироби у тайських майстрів виходять вишуканіші. Кулінарні традиції Таїланду наповнені духовною красою, витонченістю і фантазією, яка відображає спосіб життя цього народу. Повага та увага, яку майстер приділяє гостям, втілена в досконалості прикрас, створюваних ним для святкового столу.

## Європейський та азійський карвінг
Розрізняють європейський та азійський карвінг. Європейський карвінг — це різьблення по овочах і фруктах, які ростуть у Європі: редьці, редисці, буряках, моркві, болгарських і гострих перцях, кабачках, гарбузах, баклажанах, цибулі, капусті.
Майстри азійського карвінгу використовують кавуни, дині, папаю, авокадо, манго, на яких різьблять візерунки.

## Інструменти
Візерунки на овочах і фруктах різьблять спеціальними інструментами. Основний інструмент майстра — тайський ніж. Існують також:
- Карбовочні ножі (гострі, V-подібні, квадратні, круглі широкі і вузькі),
- Ніж нуазетний або нуазетка (інша назва ніж-виїмка) круглої і овальної форми,
- Ніж для канелірування (для нанесення канавок-канелюр),
- Ніж граверний тощо.